# Sant Esteve de Guialbes
Sant Esteve de Guialbes és un poble del municipi de Vilademuls, en la comarca del Pla de l'Estany. Està situat a uns 185 m sobre el nivell del mar i a la dreta de la riera de Siriana, quasi al cim que separa les valls d'aquesta riera, afluent de la de la Farga, i de la mateixa riera de la Farga, a 20 km de Girona.

## Història
La seva església parroquial, dedicada a Sant Esteve màrtir, és documentada el 1064. Correspon a l'església de l'antic castell de Guialbes, que fou bastit a mitjan segle xi pel comte de Barcelona Ramon Berenguer I, enfrontat amb el de Besalú, que havia aixecat el de Vilademuls. Se'n conserven algunes restes. Pel que fa a l'església, té un cert caire renaixentista a causa que fou reformada al segle xvi. En depèn el santuari i antiga col·legiata de les Olives de Sant Esteve de Guialbes.

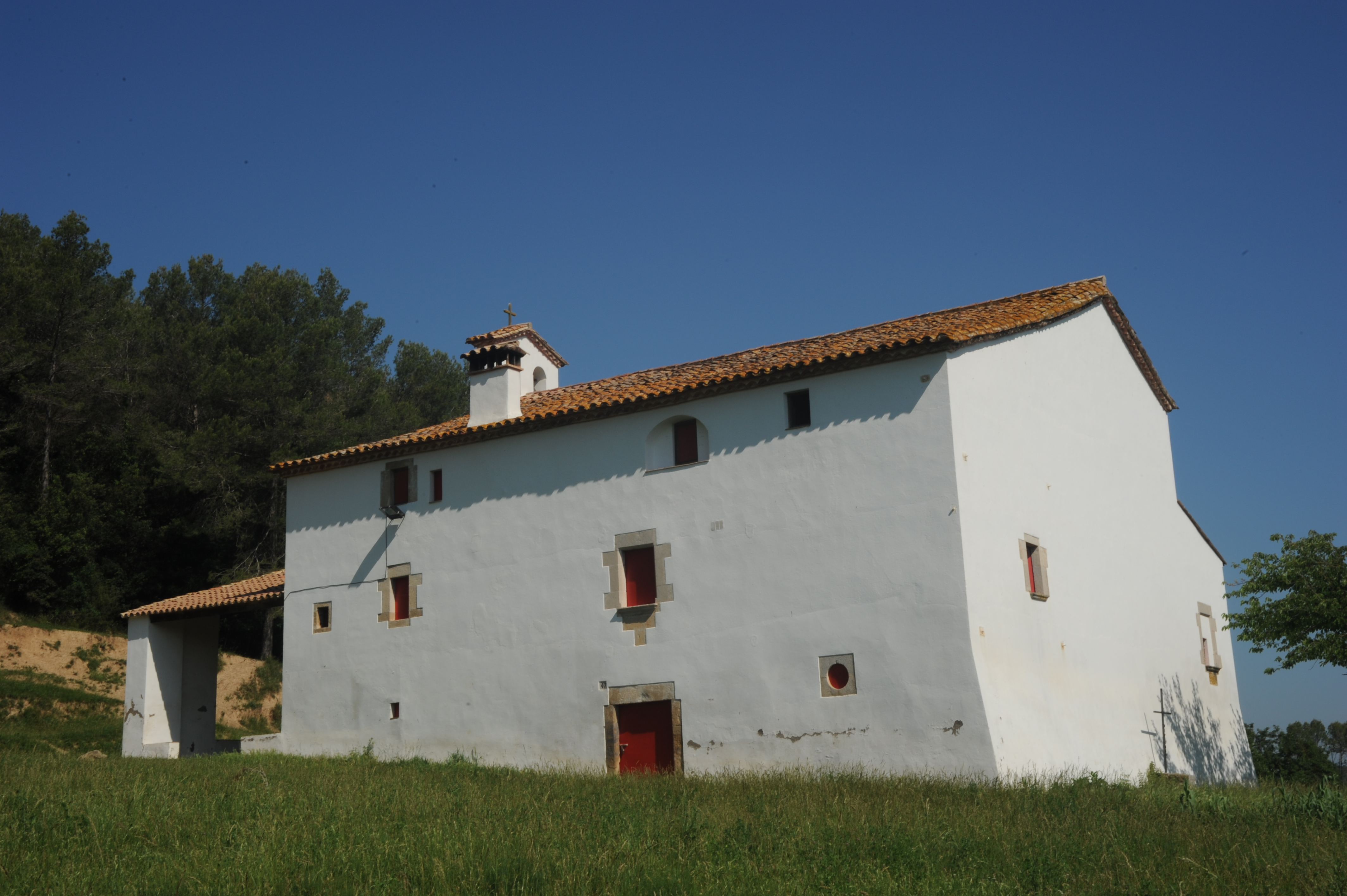
Ermita de Sant Mer, a Sant Esteve de Guialbes

També cal contemplar l'ermita de Sant Mer (Emeri de Banyoles) del segle xiii, i que fou reedificada l'any 1627. Diu la tradició que sant Mer, llegendari fundador del Monestir de Sant Esteve de Banyoles, s'instal·là en aquest indret per tal de viure una vida eremítica.
També es conserven restes del santuari de Santa Càndida, esmentat documentalment al segle xvi. Dins el terme de Sant Esteve s'han trobat restes d'una vil·la o colonització d'època romana, a l'indret on el 1062 hi ha documentada una Villa Octaviano. Hom creu que en època romana hi passava una via que anava fins a Bàscara. S'hi ha trobat alguns enterraments.
El poble de les Olives de Sant Esteve de Guialbes és situat al sud-oest de Sant Esteve de Guialbes, vora la riera de la Farga. El 1197 hi fou erigit el priorat canonical de Santa Maria de les Olives, filial, sembla, de Vilabertran, amb el consentiment del bisbe de Girona Gaufred de Medinyà. El 1314 hi havia un prior i quatre canonges. Va ser secularitzada el 1592 i agregada ala canònica de la seu de Girona, que hi delegà un capellà al servei de l'església de Santa Maria, sufragània de la parròquia de Sant Esteve de Guialbes. L'església va ser reedificada al segle xviii i esdevingué un centre de romiatges. La imatge de la Mare de Déu que s'hi venera és un notable exemplar d'alabastre del segle xiv.
L'any 2013 tenia 122 habitants empadronats (111 el 2005, 110 el 1975 i 102 el 1973). Havia format part del comtat de Girona i no a l'antiga baronia de Vilademuls, però més tard es va incorporar a l'actual municipi.
A la parròquia es veneren les restes de Sant Mer i té lloc l'aplec del sant, cada 27 de gener.

## Taula de Santa Úrsula
La Taula de Santa Úrsula és una pintura a l'oli i tremp sobre taula obra de Joan de Borgunya de 1520. Procedeix de l'església de Santa Maria de les Olives, prop de Sant Esteve de Guialbes (Pla de l'Estany) i actualment s'exposa a la sala 12 del Museu d'Art de Girona.